# Maria Domenica Melone

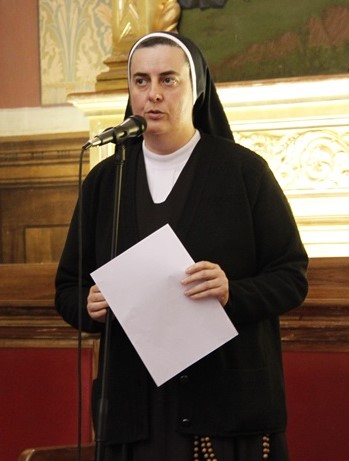
Maria Domenica Melone, 2019

Maria Domenica Melone SFA, (* 16. August 1964 in La Spezia) ist eine italienische Ordensfrau und Theologin.

## Leben
Schwester Mary Melone trat nach ihrem Abitur der Kongregation der Suore Francescane Angeline („Angelinische Franziskanerinnen“) bei, wo sie den Ordensnamen Maria Domenica annahm. 1986 legte sie die zeitliche Profess ab und 1991 die ewigen Gelübde.
Sr. Maria Domenica studierte von 1987 bis 1992 Pädagogik an der römischen Libera Università Maria Santissima Assunta (LUMSA) sowie von 1983 bis 1987 Theologie an der Päpstlichen Universität Antonianum. 2000 wurde sie bei Vincenzo Battaglia mit der Arbeit über die Trinität bei Richard von St. Viktor zum Doctor theologiae promoviert.
Von 2002 bis 2008 war sie Direktorin des Nationalen Instituts für Religionswissenschaften Redemptor Hominis am Antonianum (Istituto Superiore di Scienze Religiose Redemptor Hominis). Von 2004 bis 2010 war sie zudem Mitglied des Wissenschaftlichen Ausschusses der italienischen Gesellschaft für theologische Forschung (SIRT).
Sr. Maria Domenica ist seit dem 2. März 2011 Professorin für Trinitätstheologie und Pneumatologie an der Päpstlichen Universität Antonianum, seit 2011 Dekanin der Theologischen Fakultät. Am 14. Juni 2014 wurde sie von der Kongregation für das Katholische Bildungswesen zur Rektorin der Päpstlichen Universität Antonianum für den Zeitraum 2014–2017 ernannt. Sie ist die erste Rektorin einer Päpstlichen Universität in Rom. Am 16. Juli 2014 wurde sie von Papst Franziskus zur Konsultorin in die Kongregation für die Institute geweihten Lebens und für die Gesellschaften apostolischen Lebens berufen. Am 1. Februar 2020 ernannte sie der Papst zur Konsultorin der Kongregation für die Selig- und Heiligsprechungsprozesse.